# ヘテ
ヘテは大韓民国の企業グループ。グループ名は伝説上の動物、獬豸（カイチ）にまつわり、企業ロゴにも獬豸の像があしらわれている。（なお、「獬豸」自体の読みは「ヘチ」（해치、Haechi）と読む。）

## 概要
1945年10月3日、太平洋戦争終結直後の混乱期に、永岡製菓（現・永岡商事）の社員であった朴炳圭、閔厚植などの4人が、同社の京城工場の払い下げを受け、ヘテ製菓を創業。その後ヘテ製菓を中核企業として企業グループを形成してきたが、アジア通貨危機を機に経営が破綻。多くの会社は、売却されている。
なお、日本では「ヘッテ」と表記する場合があるが、これは誤りである（韓国プロ野球創立当初は日本の新聞でもこのような表記をしていた）。また、ローマ字表記が「HAITAI」であるため、日本では「ハイタイ」と呼ぶ場合があるが、これも誤りである。これは「現代」（朝鮮語の原音は「ヒョンデ」に近い）を「ヒュンダイ」、「三星」（原音は「サムソン」に近い）を「サムスン」と呼ぶのと同様の現象である。

### プロ野球球団
かつては、韓国野球委員会（KBO）所属のプロ野球団「ヘテ・タイガース」を所有するなど全羅南道に拠点を置き発展。
球団は2001年に起亜自動車（現代・起亜（HYUNDAI-KIA）系）に売却され、現在は「KIAタイガース」として活動。

### ヘテ飲料
2004年に、日本のアサヒビールを中心とした企業グループにヘテ飲料を売却している(その後アサヒビールはLG生活健康にヘテ飲料を売却している)韓国の清涼飲料水市場において同社はロッテ・チルソン、コカ・コーラに次ぐ第3位のシェアを有しており、業界再編の要になると分析されている。

### ヘテ製菓
韓国の製菓業界では、ロッテに次ぎ売上高2位を誇る企業であったが、金融危機がきっかけで2005年、同業界4位のクラウン製菓へ買収されることとなった。クラウン買収後も競争力維持のため、ヘテのブランド名は維持されたが、徐々にクラウン側に整理されつつある。日本にはヘテパシフィックという日本法人があり、親会社と同一社名で設立し日本に進出してきた。

### 商品
ヘテ製品は日本ではなじみが薄いが、ガムが100円ショップなどのディスカウントストアやホームセンターなどで売られるほか、焼肉店で渡されることがある。
近年、カルビーと提携を組み、ポテトチップスやじゃがりこなどの商品が韓国でも見られるようになった。また、ポテトチップス「しあわせバター味」を韓国風にアレンジした「ハニーバターチップ」（ko:허니버터칩）が韓国製菓業界では久々の大ヒット商品となり、店舗では品切れが続出。インターネット詐欺まで発生するなど社会現象になった。
また2011年に江崎グリコと合弁でグリコヘテを設立、2年後の2013年にポッキーを韓国内で販売を開始している。
かつては『ヘテ バイスター(해태 바이스타)』の名称で韓国版PCエンジンを販売していた時期もあった。